# 青森県立五所川原高等学校東校舎
青森県立五所川原高等学校東校舎（あおもりけんりつ ごしょがわらこうとうがっこうひがしこうしゃ）とは、青森県五所川原市に所在した公立の高等学校。2009年度（平成21年度）をもって閉校した（2010年3月31日付）。

## 所在地
- 〒037-0641 青森県五所川原市大字羽野木沢字隈無179番地

## 沿革
- 1948年（昭和23年）7月1日 - 青森県立五所川原農林高等学校七和分校として設立。
- 1951年（昭和26年）1月27日 - 現在地に新校舎落成。
- 1952年（昭和27年）10月1日 - 青森県七和高等学校として独立。
- 1956年（昭和31年）9月30日 - 町村合併により五所川原市立七和高等学校と改称。
- 1979年（昭和54年）4月1日 - 県に移管、青森県立五所川原東高等学校と改称。
- 1983年（昭和58年）4月1日 - 定時制課程廃止。
- 2007年（平成19年）4月1日 - 五所川原高等学校の分校となり、青森県立五所川原高等学校東校舎と改称。
- 2008年（平成20年）4月 - 生徒募集停止。
- 2009年（平成21年）11月28日 - 閉校記念式典挙行。
- 2010年（平成22年）3月31日 - 閉校。

## その他
- 当校舎は、閉校後五所川原市立五所川原第二中学校の校舎として使用されている。